# Maria Zdanowicz
Maria Zdanowicz z domu Kwiecińska (ur. 11 listopada 1929 w Warszawie, zm. 1 stycznia 1989 tamże) – polska Sprawiedliwa wśród Narodów Świata.

## Życiorys
Maria Zdanowicz urodziła się 11 listopada 1929 r. w Warszawie. Podczas okupacji niemieckiej mieszkała w Warszawskim mieszkaniu przy ulicy Kruczej 42 razem z matką Janiną Kwiecińską i dwiema siostrami, Marią i Hanną. Pod tym adresem ukrywało się wiele osób ze środowiska teatralnego o pochodzeniu żydowskim. Zdanowicz razem z siostrami pomagała matce w ukrywaniu zagrożonych prześladowaniem i szukających schronienia, a także pomagała im dostać się do zorganizowanych dla nich kryjówek pod innymi adresami. Również zajmowała się ukrywanymi na Kruczej dziećmi. Wśród ukrywanych osób był Zygmunt Keller (vel Antoni Serbiewski) oraz Helena Nowacka vel Tejblum (później Rabinovitza) i jej syn (Solomon) Seweryn Nowacki (vel Andre / Andrzej Tejblum). Po zakończeniu powstania warszawskiego Zdanowicz przemieszczała się między podwarszawskimi wioskami razem z siostrami, matką i podopiecznymi Żydami do czasu wkroczenia na te tereny Armii Czerwonej w styczniu 1945 r. 
13 września 1989 r. Jad Waszem uznał Marię Zdanowicz oraz jej siostry; Janinę Bagłajewską oraz Hannę Morawiecką, a także matkę Janinę Kwiecińską za Sprawiedliwe wśród Narodów Świata.
Zdanowicz zmarła 1 stycznia 1989 r.